# Pseudolasius emeryi
Pseudolasius emeryi é uma espécie de formiga do gênero Pseudolasius, pertencente à subfamília Formicinae.